# Charaxes aubhuri
Charaxes aubhuri är en fjärilsart som beskrevs av Van Son. Charaxes aubhuri ingår i släktet Charaxes och familjen praktfjärilar. Inga underarter finns listade i Catalogue of Life.